# Kiadói szerződés
A kiadói szerződés egy polgári jogi szerződésfajta. Hatályos jogi szabályozása Magyarországon az 1999. évi szerzői jogi törvényben (Szjt.) került elhelyezésre. Kiadói szerződésről csak még szerzői jogi oltalom alatt álló művek esetében lehet szó.
A kiadói szerződésre vonatkozó hatályos magyar jogszabályok három csoportba sorolhatók:
1. Az Szjt. kiadói szerződésekre vonatkozó speciális szabályai, emellett
2. a felhasználási szerződésekre vonatkozó általános szerzői jogi szabályai és
3. a Ptk. általános kötelmi előírásai vonatkoznak rá.[1]

## Története
A magyar jogban az előzménye a kiadói ügylet volt, amelyet  először a kereskedelmi törvényről szóló 1875. évi XXXVII. tc. (Kt.) szabályozott meg. A törvényt Apáthy István dolgozta ki a német Handelsgesetzbuch mintájára. Ebben szerepeltek – többek között – a kiadói ügylet szabályaival. A Kt. a kiadói ügyletet a kereskedelmi ügyletek körében tárgyalta, ahol elsődlegesen a lex mercatoria (a kereskedelmi ügyletek szokásjoga) és az akkori magánjogi-kötelmi jogi szabályok szempontjai érvényesültek. A törvény elsődlegesen a kiadó (a kereskedő) érdekeit védte.
A kiadói ügylet olyan "ügylet, amely által az ú.n. kiadó kész vagy a készítendő irodalmi (írói), műszaki vagy művészeti munka többszörözésére, közzétételére és forgalomba hozatalára a szerzőtől vagy ennek jogutódaitól kizárólagos jogot szerez. Az ekként szerzett jog kiadói jog a szónak alanyi értelmében. A kiadói ügyletre vonatkozó jogszabályoknak összessége a tárgyi értelemben vett kiadói jogot képezi. A kiadói ügyletet nálunk a kereskedelmi törvény (8-ik cím 515-533. §§-ok) szabályozza. A munka fordításához s ennek kiadásához a kiadói jog nem ad jogot. A kiadói ügylet szóban vagy írásban megköthető. A példányoknak számát és azoknak árát szerződés hiányában a kiadó a saját belátása szerint határozza meg. Addig, amíg az összes példányok el nem keltek, a szerző a munkájával kapcsolatban nem tehet olyan intézkedéseket, amelyek a kiadói jog kizárólagosságát sértenék. A kiadói jog terjedelmére a szerződés irányadó. Kétség esetében a szerződés csak egyetlen kiadásra szól. Kiadás alatt értjük a példányoknak számát, amelyeket egy szedésről lehúznak, és amelyeknek előállítása után a szedést szétszedik. Több kiadás átruházása esetében a kiadó az előbbi kiadás elkelte után azonnal köteles  új kiadást eszközölni. Tiszteletdíjat a szerző csak nyílt vagy hallgatag kikötése esetében követelhet. Hallgatag kikötöttnek a tiszteletdíj akkor tekintendő, ha a körülmények szerint a munka átengedése csak tiszteletdíj mellett volt feltehető. A tiszteletdíj összegét ily esetben szakértők meghallgatásával a bíróság állapítja meg. A kiadói jog meg lehet osztva akként, hogy egy-egy kiadásnak joga csak egy vagy bizonyos országokra szorítkozik. Ez főleg zeneműveknél szokásos. A kiadói megszűnik, ha a szerződés tárgyát képező kész munka az átadás előtt a szerzőnél véletlenül elvesz; ha a szerző a munka befejezése előtt meghal, vagy egyébként véletlenül a munka elkészítésére képtelenné válik; ha a közzététel által elérendő cél a munka átadása előtt lehetetlenné vált. A szerző a szerződést felbonthatja, ha a kiadó csőd alá kerül. Bizomány (bizományi kiadás, Kommissionsverlag) az, amikor a könyvkereskedő a munka többszörözését s közzétételét kizárólag a szerző számlájára veszi át. A bizományos kiadói jogot nem szerez. Hírlapoknak vagy folyóiratoknak, habár tiszteletdíj mellett átengedett kisebb dolgozatok, mi nálunk megjelenésük után a szerző szabad rendelkezése alá kerülnek. Másutt a kiadói ügyleti jog ily dolgozatokra vonatkozólag tovább, Németországban 2 évig tart. Az 1848. évi sajtótörvény szerint sajtóvétségért, ha az első sorban felelős szerző nem tudatnék, a kiadót büntetik. A német terminológiára nézve megjegyzendő, hogy a kiadó: «Verleger», ellenben az első sorban kiadónak fordítható «Herausgeber», nem kiadó. A Herausgeber az, aki nem időszaki sajtótermékeknél többeknek irodalmi adalékaiból álló művet mint egységes egészet teszi közzé. (Lexikonszerű művek, antológiák, gyűjtemények.) Nálunk a Herausgebert is éppen úgy, mint az időszaki sajtónál hason tevékenységet kifejtő «Redactort» szerkesztőnek nevezik.